# Manuel Fernández Martín (f. 1902)
Manuel Fernández Martín (f. 1902) fue un abogado, periodista y escritor español.

## Biografía
Periodista, abogado y publicista, por los años de 1864 a 1867 formó parte de la redacción de los periódicos madrileños El Contemporáneo, La Política, La Reforma (que dirigió) y El Imparcial. Posteriormente entró a trabajar en las oficinas del Congreso de los Diputados y ascendió en 1889 a oficial mayor. Perteneció a la Asociación de la Prensa de Madrid y colaboró en publicaciones periódicas como Diario de Barcelona y Heraldo de Madrid. Autor de diversos textos sobre historia y estadística parlamentarias, falleció el 3 de mayo de 1902.